# Battaglia di Sadowa
La battaglia di Sadowa (Sadová in ceco) o battaglia di Königgrätz (Hradec Králové in ceco) fu l'evento conclusivo della guerra austro-prussiana che si decise a favore della Prussia. Fu un eccellente esempio della strategia militare che consisteva in complesse manovre di unità separate e nella concentrazione delle stesse sul campo di battaglia in modo sincronizzato nelle posizioni studiate per intrappolare e/o distruggere una forza nemica (il "marciare separati, colpire insieme" di Napoleone), con un massiccio utilizzo di moderne armi da fuoco al posto di assalti frontali alla baionetta seguiti da combattimenti a corpo a corpo. Inoltre furono utilizzati nuovi sistemi di comunicazione come il telegrafo e la telescrivente, oltre all'utilizzo delle ferrovie per lo spostamento delle truppe, già utilizzato in Italia e nella guerra civile americana.

## Campagna preliminare
All'inizio della guerra, in giugno, le armate prussiane erano stanziate lungo il confine prussiano: l'Armata dell'Elba comandata da Karl Herwarth von Bittenfeld a Torgau, la Prima Armata comandata dal Principe Federico Carlo fra Senftenberg e Görlitz, e la Seconda Armata comandata dal principe ereditario Federico nella Slesia ad occidente di Neiße (l'attuale Nysa). L'armata austriaca sotto il controllo di Ludwig von Benedek era concentrata a Olmütz (Olomouc in ceco). La campagna cominciò con l'avanzata di Bittenfeld verso Dresda in Sassonia, dove, dopo aver facilmente sconfitto l'esercito sassone di 25 000 uomini, si unì alla Prima Armata. Benedek nel frattempo iniziò a muovere la sua armata verso Josefstadt.
Il 22 giugno, il comandante in capo dell'esercito prussiano Helmuth von Moltke ordinò ad alcune armate sotto il suo comando a Gitschin (attualmente Jičín), vicino alle posizioni austriache, un'audace manovra per limitare la durata della guerra pur correndo il rischio che una delle armate potesse essere sorpresa durante tali riposizionamenti. Fortunatamente per la Prussia, Benedek era relativamente impreparato, e il 29 giugno Federico Carlo aveva raggiunto facilmente Gitschin. Intanto il principe ereditario aveva raggiunto Königinhof malgrado una forte resistenza. Il 30 giugno Federico Carlo avanzò fino a un giorno di marcia dal principe ereditario. Comunque, per i successivi due giorni, la cavalleria prussiana non perse mai completamente di vista gli austriaci, anche se la valutazione di Moltke sulle loro azioni - una ritirata sul fiume Elba - si dimostrò corretta.

## L'inizio della battaglia
Le forze austriache vennero finalmente avvistate il 2 luglio presso Sadová. Federico Carlo pianificò di attaccare la mattina seguente. Moltke ordinò al principe ereditario di avanzare immediatamente, ma le linee del telegrafo verso la posizione della Seconda Armata erano saltate, rendendo necessario l'invio di un dispaccio da parte di due ufficiali a cavallo nel pieno della notte per percorrere in tempo le venti miglia di distanza: la comunicazione arrivò, infatti, alle 4 del mattino.
Benedek, intimidito dalle pesanti perdite che aveva finora subito la sua armata, era incerto sulle possibilità di vittoria. Desiderava la pace, ma l'Imperatore Francesco Giuseppe gli ordinò di portare l'offensiva per primo. Inoltre aveva allontanato il suo aiutante capo e l'ufficiale di campo per incompetenza e scelse una posizione difensiva fra Sadová e Hradec Králové (Königgrätz in tedesco). Pianificò di bloccare i prussiani fino a che non avesse potuto ritirarsi al di là dell'Elba.

## La battaglia
L'esercito austriaco forte di 184 000 uomini, fronteggiò l'esercito prussiano dell'Elba (39 000) e la Prima Armata (85 000), il 3 luglio. La fanteria austriaca venne parzialmente rafforzata dalla cavalleria sul retro e da unità di artiglieria con raggio di tiro oltre il terreno boscoso e collinare. La battaglia iniziò all'alba, nella nebbia e con la pioggia che stava cessando, quando i prussiani presero posizione a ovest del fiume Bystřice. Poco prima delle otto di mattina, l'artiglieria austriaca aprì il fuoco, e la 7ª Divisione Prussiana comandata dal generale von Fransecky avanzò nella foresta di Swiep, dove venne contrastata da due corpi austriaci. Guglielmo I ordinò alla 1ª Armata di attraversare il fiume per appoggiare von Fransecky. Sadowa venne catturata, ma una feroce battaglia ebbe inizio nei boschi circostanti. L'artiglieria austriaca tenne a bada i prussiani, per i quali, pur essendo il fiume facile da guadare, trasportare oltre l'artiglieria si rivelò notevolmente difficile. L'attacco prussiano fu arrestato alle 11:00, ma Benedeck rifiutò di chiamare una carica di cavalleria con la quale si sarebbe potuta vincere la battaglia. Le unità di riserva erano state schierate a mezzogiorno, ma l'esito della battaglia continuava ad essere incerto ed i comandanti prussiani, preoccupati per l'andamento della battaglia, attendevano ansiosamente il principe ereditario.

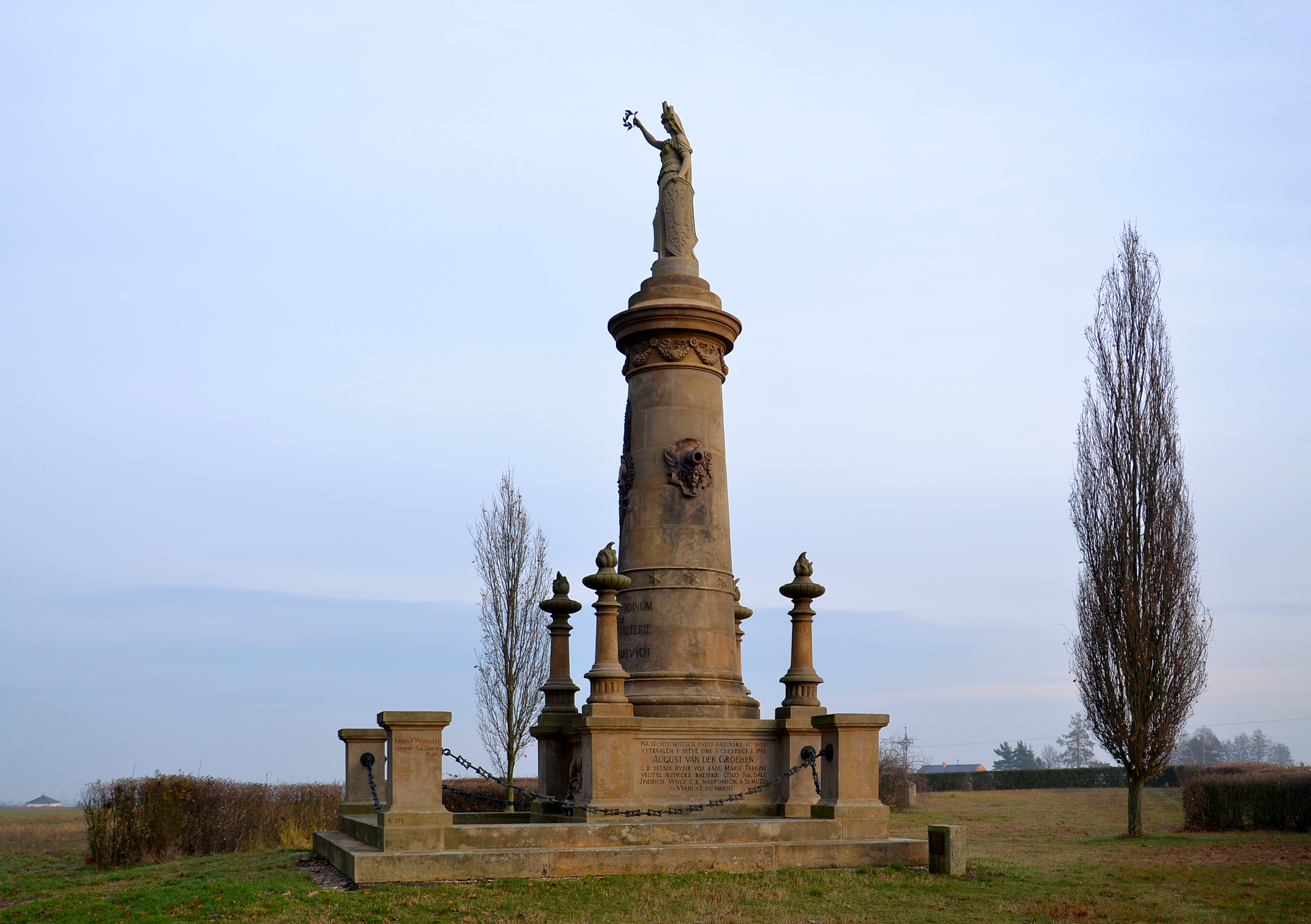
Monumento a Všestary che commemora la battaglia

Alle 14:30 il principe ereditario arrivò finalmente con almeno 100000 uomini, dopo aver marciato più velocemente possibile tutta la mattina, colpendo il fianco destro degli austriaci che lasciavano la foresta di Swiep mentre l'artiglieria prussiana colpiva pesantemente lo schieramento austriaco. La 2ª Armata ruppe le linee austriache e prese Chlum (oggi parte del comune di Všestary) dietro il centro nemico. Nel frattempo, l'Armata dell'Elba completò la tenaglia, intrappolando Problus, e procedette a distruggere lo schieramento di sinistra. Il Re prussiano ordinò un attacco sulla totalità del fronte, inizialmente rallentato dal contrattacco austriaco della Brigata Rosenzweig. Malgrado i valenti sforzi dell'artiglieria austriaca, la superiorità del fucile Dreyse prussiano a retrocarica, che poteva essere ricaricato velocemente e funzionare in posizione prona, si rivelò decisiva contro gli austriaci che dovevano levarsi in piedi dopo ciascuno sparo per ricaricare con i loro obsoleti fucili Lorenz ad avancarica. Benedek fu costretto a ripiegare, ordinando un fuoco di copertura sulla cavalleria prussiana e, grazie agli sforzi della sua artiglieria e cavalleria, riuscì ad aprire un varco per la ritirata.
Alla battaglia partecipò, fra gli altri, un giovane Paul von Hindenburg.

## Dopo lo scontro
La campagna di Königgrätz/Sadowa/Hradec Králové fu l'avvenimento centrale della guerra oltre che della terza guerra di indipendenza italiana: un armistizio fu sottoscritto tre settimane più tardi. Fu una grande vittoria per la Prussia, il cui percorso verso l'unificazione della Germania non aveva più ostacoli militari in seno ai territori germanici.